# Pablo Prigioni
Pablo Prigioni (ur. 17 maja 1977 w Río Tercero) – argentyński koszykarz, grający na pozycji rozgrywającego. Brązowy medalista olimpijski z Pekinu. Po zakończeniu kariery zawodniczej został trenerem, obecnie jest asystentem trenera Minnesoty Timberwolves.
Mierzący 193 cm wzrostu koszykarz zawodową karierę zaczynał w 1997 w Belgrano San Nicolas. W ojczyźnie grał także w Obras Sanitarias, od 1999 występuje w Hiszpanii. Przez dwa lata był zawodnikiem Fuenlabrada (1999-2001), następne dwa spędził w Lucentum Alicante. Koszykarzem TAU Cerámica był od 2003 do 2009. W tym czasie zespół ten regularnie grał w Eurolidze, zdobywał Copa del Rey, a w 2008 sięgnął po tytuł mistrza Hiszpanii. W sezonach 2009/10 i 2010/11 jego klubem był Real Madryt. Po sezonie spędzonym w Caja Laboral Vitoria przeniósł się do NBA. Od sezonu 2012/13 występuje w New York Knicks.
Z reprezentacją Argentyny brał udział w mistrzostwach świata w 2006 (4 miejsce) oraz kilku turniejach FIBA Americas. Medal z Pekinu jest jego największym sukcesem w rozgrywkach reprezentacyjnych. Prigioni posiada również włoskie obywatelstwo.
20 lipca 2015 został wytransferowany do zespołu Denver Nuggets. 3 sierpnia 2015 roku podpisał umowę z klubem Los Angeles Clippers. 29 lipca 2016 zawarł drugi w karierze kontrakt z Houston Rockets.
25 października 2017 ustąpił ze stanowiska głównego trenera hiszpańskiego zespołu Baskonia Vitoria Gasteiz.
24 lipca 2018 został asystentem trenera zespołu Brooklyn Nets.

## Osiągnięcia
Na podstawie, o ile nie zaznaczono inaczej.

### Klubowe
- Mistrz Hiszpanii (2008)
- 3-krotny wicemistrz Hiszpanii (2005, 2006, 2009)
- Zdobywca:
  - pucharu:
    - Hiszpanii (2004, 2006, 2009)
    - Księcia Hiszpanii (2002)

  - Superpucharu Hiszpanii (2005, 2006, 2007, 2008)
- 3-krotny finalista Pucharu Hiszpanii (2008, 2010, 2011)
- Brąz:
  - superpucharu Hiszpanii (2017)
  - mistrzostw Hiszpanii (2017)

### Indywidualne
- MVP:
  - Pucharu Hiszpanii (2006)
  - Superpucharu Hiszpanii (2008)
- Zaliczony do:
  - II składu Euroligi (2006, 2007)
  - I składu ACB (2006, 2007, 2009)
- Lider:
  - Euroligi w asystach (2006)
  - Euroligi w przechwytach (2007)
  - ACB w przechwytach (2003)
  - ACB w asystach (2003)
- Uczestnik ACB All-Star Game (2003)

### Reprezentacja
- Mistrz:
  - Ameryki (2011)
  - FIBA Diamond Ball (2008)
  - Ameryki Południowej (2004)
- Wicemistrz:
  - Ameryki (2003, 2007)
  - Ameryki Południowej (2003)
  - Pucharu Kontynentalnego Marchanda (2007)
- Brązowy medalista: 
  - olimpijski (2008)
  - mistrzostw Ameryki (2009)
- Uczestnik:
  - mistrzostw świata (2006 – 4. miejsce, 2010 – 5. miejsce, 2014 – 11. miejsce)
  - igrzysk olimpijskich (2012 – 4. miejsce)
- Lider:
  - mistrzostw:
    - Ameryki w:
      - asystach (2007, 2009)
      - przechwytach (2009)
      - skuteczności rzutów za 3 punkty (2011 – 61%)[8]

    - świata w asystach (2010)

  - igrzysk olimpijskich w:
    - przechwytach (2008)[9]
    - asystach (2012)[10]
- Zaliczony do składu II składu mistrzostw Ameryki 2009